# トーマス・モルゲンシュテルン
トーマス・モルゲンシュテルン（Thomas Morgenstern、1986年10月30日 - ）は、オーストリア、シュピッタール・アン・デア・ドラウ郡出身のスキージャンプ選手。2006年トリノオリンピック個人ラージヒル&団体金メダリスト。
叔父のアロイス・モルゲンシュテルンはアルペンスキー選手で、1976年インスブルックオリンピックの回転で7位となっている。
愛称は「モルギー」。
ワールドカップで2度の総合優勝、世界選手権での7つの金メダル、オリンピックでの3つの金メダルを獲得している。

## 経歴
2002-2003シーズンのジャンプ週間にワールドカップデビューを果たし9位、25位、9位、6位となった。そしてジャンプ週間が終了したわずか5日後、1月11日にチェコのリベレツで行われた大会で初優勝を果たした。このシーズンのジュニア世界選手権では個人・団体の2冠に輝いている。翌2003-2004シーズンも初戦オーベルストドルフでシグール・ペテルセンに次いで2位になるなど、ジャンプ週間総合成績4位となった。
2005年に行われたノルディックスキー世界選手権にオーストリア代表として出場、団体で金メダルを2つ獲得、2007年ノルディックスキー世界選手権札幌大会でも団体で金メダル、個人ノーマルヒルで銅メダルを獲得した。
2006年トリノオリンピックでは個人ラージヒルと団体で金メダルを2つ獲得するも、2006-2007シーズンまではわずかワールドカップ2勝にとどまっていた。しかし2007-2008シーズンは開幕から6連勝を達成。2月はじめの札幌での2連戦も連勝するなど圧倒的な強さで2月17日のヴィリンゲン（ドイツ）での大会で自身初、オーストリアチームとしてもアンドレアス・ゴルトベルガー以来12年ぶりの総合優勝を果たした。
2008-2009年は前年ほどの勢いはなく、2009年ノルディックスキー世界選手権では団体で金メダルを獲得したものの個人戦はノーマルヒル8位、ラージヒル10位に終わった。ワールドカップでも2位に2度なったのみで総合7位だった。
2009-2010シーズンは1月6日のインスブルックと1月16日の札幌で勝利、バンクーバーオリンピック団体戦で金メダルを獲得し、ワールドカップ総合は3位となった。
2010-2011シーズンは開幕から好調で、4連勝、スキージャンプ週間総合優勝など7勝をあげて自身2度目の総合優勝。2011年ノルディックスキー世界選手権では団体2種目とノーマルヒル個人で金メダル、ラージヒル個人でも金メダルかと思われたが2本目の着地で左足が流れて減点、同僚シュリーレンツァウアーに0.3ポイント及ばず銀メダルとなった。
2011-12シーズンは1勝のみで総合は7位だった。
2013-2014シーズンではソチオリンピックの直前の1月の大会で大けがをしたが強行出場したソチオリンピックでは団体で銀メダルを獲得。2014-15シーズン、そのけがが思わしくなく9月に引退を発表。

## 主な優勝歴
|                                      | 日付           | 開催地                       | 開催国       |
| ------------------------------------ | -------------- | ---------------------------- | ------------ |
| 冬季オリンピック                     |                |                              |              |
| 1.                                   | 2006年2月18日  | 2006 トリノラージヒル        | カナダ       |
| ノルディックスキー世界選手権         |                |                              |              |
| 1.                                   | 2011年2月26日  | 2011 オスロノーマルヒル      | ノルウェー   |
| スキージャンプ・ワールドカップ       |                |                              |              |
| 1.                                   | 2003年1月11日  | リベレツ                     | チェコ       |
| 2.                                   | 2006年3月10日  | リレハンメル                 | ノルウェー   |
| 3.                                   | 2007年12月1日  | クーサモ                     | フィンランド |
| 4.                                   | 2007年12月8日  | トロンハイム                 | ノルウェー   |
| 5.                                   | 2007年12月9日  | トロンハイム                 | ノルウェー   |
| 6.                                   | 2007年12月13日 | ビショフスホーフェン         | オーストリア |
| 7.                                   | 2007年12月14日 | ビショフスホーフェン         | オーストリア |
| 8.                                   | 2007年12月22日 | エンゲルベルク               | スイス       |
| 9.                                   | 2007年12月30日 | オーベルストドルフ           | ドイツ       |
| 10.                                  | 2008年2月2日   | 札幌                         | 日本         |
| 11.                                  | 2008年2月3日   | 札幌                         | 日本         |
| 12.                                  | 2008年2月8日   | リベレツ                     | チェコ       |
| 13.                                  | 2010年1月6日   | ビショフスホーフェン         | オーストリア |
| 14.                                  | 2010年1月16日  | 札幌                         | 日本         |
| 15.                                  | 2010年12月4日  | リレハンメル                 | ノルウェー   |
| 16.                                  | 2010年12月5日  | リレハンメル                 | ノルウェー   |
| 17.                                  | 2010年12月17日 | エンゲルベルク               | スイス       |
| 18.                                  | 2010年12月18日 | エンゲルベルク               | スイス       |
| 19.                                  | 2010年12月29日 | オーベルストドルフ           | ドイツ       |
| 20.                                  | 2011年1月3日   | インスブルック               | オーストリア |
| 21.                                  | 2011年1月9日   | ハラコフ                     | チェコ       |
| 22.                                  | 2012年1月6日   | ビショフスホーフェン         | オーストリア |
| 23.                                  | 2013年12月14日 | ティティゼー＝ノイシュタット | ドイツ       |
| スキージャンプ・サマーグランプリ     |                |                              |              |
| 1.                                   | 2003年8月10日  | ヒンターツァルテン           | ドイツ       |
| 2.                                   | 2005年8月14日  | クーシュベル                 | フランス     |
| 3.                                   | 2007年8月12日  | ヒンターツァルテン           | ドイツ       |
| 4.                                   | 2007年8月18日  | アインジーデルン             | スイス       |
| 5.                                   | 2007年8月24日  | ザコパネ                     | ポーランド   |
| 6.                                   | 2011年7月17日  | ヴィスワ                     | ポーランド   |
| 7.                                   | 2011年7月20日  | シュチェルク                 | ポーランド   |
| 8.                                   | 2011年7月23日  | ザコパネ                     | ポーランド   |
| 9.                                   | 2011年8月7日   | ヒンターツァルテン           | ドイツ       |
| 10.                                  | 2011年8月13日  | クーシュベル                 | フランス     |
| ノルディックスキージュニア世界選手権 |                |                              |              |
| 1.                                   | 2003年2月8日   | ソレフティア                 | スウェーデン |
| スキージャンプ・コンチネンタルカップ |                |                              |              |
| 1.                                   | 2002年12月15日 | ラハティ                     | フィンランド |
| 2.                                   | 2002年12月21日 | リベレツ                     | チェコ       |
| 3.                                   | 2002年12月22日 | リベレツ                     | チェコ       |